# Daytime Emmy Awards 2001
La cerimonia della 28ª edizione dei Daytime Emmy Awards (28th Daytime Emmy Awards) si è tenuta al Radio City Musical Hall di New York il 18 maggio 2001 e ha premiato i migliori programmi e personaggi televisivi del 2000.
I relativi Creative Arts Emmy Awards sono stati consegnati il 12 maggio.

## Daytime Emmy Awards

### Migliore serie drammatica
- Così gira il mondo
- Febbre d'amore
- General Hospital
- La valle dei pini

### Migliore attore in una serie drammatica
- David Canary (Adam Chandler / Stuart Chandler) – La valle dei pini
- Peter Bergman (Jack Abbott) – Febbre d'amore
- Tom Eplin (Jake McKinnon) – Così gira il mondo
- Jon Hensley (Holden Snyder) – Così gira il mondo
- John McCook (Eric Forrester) – Beautiful

### Migliore attrice in una serie drammatica
- Martha Byrne (Lily Walsh Snyder) – Così gira il mondo
- Julia Barr (Brooke English) – La valle dei pini
- Susan Flannery (Stephanie Forrester) – Beautiful
- Susan Lucci (Erica Kane) – La valle dei pini
- Marcy Walker (Liza Colby) – La valle dei pini

### Migliore attore non protagonista in una serie drammatica
- Michael E. Knight (Tad Martin) – La valle dei pini
- Hunt Block (Craig Montgomery) – Così gira il mondo
- Josh Duhamel (Leo DuPres) – La valle dei pini
- Benjamin Hendrickson (Hal Munson) – Così gira il mondo
- Michael Park (Jack Snyder) – Così gira il mondo

### Migliore attrice non protagonista in una serie drammatica
- Lesli Kay (Molly Conlan McKinnon) – Così gira il mondo
- Rebecca Budig (Greenlee Smythe) – La valle dei pini
- Cady McClain (Dixie Cooney) – La valle dei pini
- Maura West (Carly Tenney Snyder) – Così gira il mondo
- Colleen Zenk Pinter (Barbara Ryan) – Così gira il mondo

### Migliore attore giovane in una serie drammatica
- Justin Torkildsen (Rick Forrester) – Beautiful
- Josh Ryan Evans (Timmy Lenox) – Passions
- David Lago (Raul Guittierez) – Febbre d'amore
- Jesse McCartney (J.R. Chandler) – La valle dei pini
- Paul Taylor (Isaac Jenkins) – Così gira il mondo
- David Tom (Billy Abbott) – Febbre d'amore

### Migliore attrice giovane in una serie drammatica
- Adrienne Frantz (Amber Moore) – Beautiful
- Terri Colombino (Katie Peretti) – Così gira il mondo
- Annie Parisse (Julia Lindsey) – Così gira il mondo
- Eden Riegel (Bianca Montgomery) – La valle dei pini
- Kristina Sisco (Abigail Williams) – Così gira il mondo

### Migliore team di sceneggiatori di una serie drammatica
- Così gira il mondo
- Febbre d'amore
- General Hospital
- Passions
- La valle dei pini

### Migliore team di registi di una serie drammatica
- Febbre d'amore
- Così gira il mondo
- General Hospital
- Passions
- La valle dei pini